# Panaqolus dentex
Panaqolus dentex är en fiskart som först beskrevs av Günther, 1868.  Panaqolus dentex ingår i släktet Panaqolus och familjen Loricariidae. Inga underarter finns listade i Catalogue of Life.